# Cardiocondyla zoserka
Cardiocondyla zoserka (лат.) — вид муравьёв рода Cardiocondyla.

## Распространение
Африка: Нигерия (Абуджа, Gurara Falls).

## Описание
Вид известен только по самкам. Общая длина тела 2.9—3.3 мм. Ширина головы 0.51—0.55 мм (длина головы 0.62—0.68), длина груди 0.90—1.04 мм. Жевательный край мандибул с 5 зубцами, из которых апикальный самый большой, а три базальных мельче размером. Окраска тела коричнево-чёрная, конечности светлее.

## Охранный статус
Вид признан находящимся на грани исчезновения и включен в международный Список муравьёв, занесённых в Красный список угрожаемых видов МСОП в статусе «Уязвимый вид» (Vulnerable, VU).